# Fabio Liverani
Fabio Liverani (* 29. April 1976 in Rom) ist ein ehemaliger italienischer Fußballspieler und heutiger -trainer.

## Spielerkarriere

### Im Verein
Fabio Liverani begann seine Karriere bei Nocerina Calcio; zur Saison 1996/97 wechselte er zur AS Viterbese Calcio. In seiner dritten Spielzeit bei Viterbese stieg der Verein in die Serie C1 auf. Zur Saison 2000/01 wechselte Liverani zum Serie-A-Verein AC Perugia. Während der Saison 2001/02 wechselte er zum Ligakonkurrenten Lazio Rom. In der Folge wurde Liverani zu einem der Leistungsträger und gewann 2004 die Coppa Italia. Zur Saison 2006/07 wechselte er zur AC Florenz. Nach zwei Japhren ging er 2008 für drei Jahre zur US Palermo.
Im Sommer 2011 verließ Liverani Sizilien und wechselte zum FC Lugano in die Schweizer Challenge League, in der er jedoch nicht mehr zum Einsatz kam und seine aktive Laufbahn beendete.

### In der Nationalmannschaft
Für die Italienische Nationalmannschaft bestritt Liverani von 2001 bis 2006 drei Länderspiele, sein erstes am 25. April 2001 unter Giovanni Trapattoni beim 1:0-Sieg gegen Südafrika. Somit war er der erste Italiener mit afrikanischer Abstammung, der ein Länderspiel für die Squadra Azzurra absolvierte.

### Erfolge als Spieler
Lazio Rom
- Italienischer Pokal: 2003/04

## Trainerkarriere
Im November 2011 wurde Fabio Liverani Jugendtrainer beim CFC Genua. Im Juli 2013 wurde er offiziell als Trainer der Profimannschaft des Klubs vorgestellt und trat die Nachfolge von Davide Ballardini an, wurde aber nach sieben Spielen entlassen. Von Dezember 2013 bis zum Saisonende trainierte er Leyton Orient, mit denen er in die EFL League Two abstieg.
Von 2017 bis 2020 war Liverani Cheftrainer der US Lecce. Zur Saison 2019/20 gelang der Aufstieg in die Serie A.
Ende August 2020 unterschrieb er einen Zweijahresvertrag bei Parma Calcio. Im Januar 2021 trennte sich Parma von Liverani. Im Juli 2022 unterschrieb er beim sardischen Cagliari Calcio. Nachdem Cagliari in der vergangenen Saison in die Serie B abgestiegen war, hoffte der Verein mit Hilfe Liverani in der Saison 2022/23 auf den Wiederaufstieg. Im Dezember 2022 trennte sich Cagliari jedoch von Liverani, da der Verein nur auf Platz 14 stand. Im Februar 2024 ersetzte er Filippo Inzaghi bei dem damaligen Tabellenletzten der Serie-A US Salernitana, wurde jedoch nach vier Niederlagen und einem Unentschieden im März 2024, zusammen mit Co-Trainer Franck Ribery, bereits wieder entlassen.
Anfang April 2025 übernahm er erneut Ternana Calcio, das mittlerweile in die Serie C abgestiegen war.

## Sonstiges
Die Mutter von Fabio Liverani stammt aus Somalia, sein Vater ist Italiener.